# Список главнокомандующих Национальной армией Индонезии
Ниже представлен Спи́сок главнокома́ндующих Национа́льной а́рмией Индоне́зии. В списке представлены лица, в разное время занимавшие высшую должность в армейской иерархии Индонезии, а именно:
- Главнокомандующий Армией народной безопасности (индон. Panglima Tentara Keamanan Rakjat, 1945—1946)
- Главнокомандующий Армией Республики Индонезии (индон. Panglima Tentara Republik Indonesia, 1946—1947)
- Главнокомандующий Национальной армией Индонезии (индон. Panglima Tentara Nasional Indonesia, 1947—1950)
- Начальник штаба Национальной армии Индонезии (индон. Kepala Staf Tentara Nasional Indonesia, 1950—1953)
- Председатель Объединённого комитета начальников штабов (индон. Ketua Gabungan Kepala-Kepala Staf 1955—1961)
- Начальник штаба Национальной армии Индонезии (индон. Kepala Staf Tentara Nasional Indonesia, 1962—1966)
- Главнокомандующий Вооружёнными силами Республики Индонезии (индон. Panglima Angkatan Bersenjata Republik Indonesia, 1968—1999)
- Главнокомандующий Национальной армией Индонезии (индон. Panglima Tentara Nasional Indonesia, с 1999)

## Главнокомандующие (1945—1950)
Должность главнокомандующего была впервые учреждена в августе 1945 года при формировании Армии народной безопасности (индон. Tentara Keamanan Rakjat, TKR) — прообраза национальных вооружённых сил. По распоряжению президента Сукарно на неё был назначен активист национально-освободительного движения Суприяди, однако он пропал без вести до того, как успел приступить к своим обязанностям. Исполняющим обязанности главнокомандующего стал начальник штаба армии Урип Сумохарджо.
| # | Фото | Имя             | Начало полномочий   | Окончание полномочий | Должность                                                             | Звание            |
| - | ---- | --------------- | ------------------- | -------------------- | --------------------------------------------------------------------- | ----------------- |
| * |      | Урип Сумохарджо | 5 октября 1945 года | 12 ноября 1945 года  | Начальник штаба и и.о. главнокомандующего Армии народной безопасности | Генерал-лейтенант |

12 ноября 1945 года состоялся съезд командования армии, на котором новым главнокомандующим во втором туре голосования был избран бригадный генерал Судирман, получивший 22 голоса делегатов съезда. 20 ноября решение съезда было утверждено указом президента Сукарно. 26 января 1946 года Армия народной безопасности была преобразована в Армию Республики Индонезии (индон. Tentara Republik Indonesia), а 2 января 1948 года — в Национальную армию Индонезии (индон. Tentara Nasional Indonesia).
| # | Фото | Имя      | Начало полномочий   | Окончание полномочий | Должность | Звание            |
| - | ---- | -------- | ------------------- | -------------------- | --- | ----------------- |
| 1 |      | Судирман | 12 ноября 1945 года | 29 января 1950 года  | Главнокомандующий Армией народной безопасности (1945—1946); Главнокомандующий Армией Республики Индонезии (1946—1947); Главнокомандующий Национальной армией Индонезии (1947—1950) | Бригадный генерал |

## Начальник штаба (1950—1953)
После того, как 29 января 1950 года Судирман скончался от туберкулёза, решением президента Сукарно пост главнокомандующего был упразднён, а высшей должностью в армейской иерархии стала должность начальника штаба. С 1950 по 1953 годы её занимал Тахи Бонар Симатупанг.
| # | Фото | Имя                   | Начало полномочий   | Окончание полномочий | Должность                                    | Звание        |
| - | ---- | --------------------- | ------------------- | -------------------- | -------------------------------------------- | ------------- |
| * |      | Тахи Бонар Симатупанг | 29 января 1950 года | 4 ноября 1953 года   | Начальник штаба Национальной армии Индонезии | Генерал-майор |

## Председатели Объединённого комитета начальников штабов (1955—1961)
4 ноября 1953 года вышло постановление правительства № 35 «О составе и руководстве Министерства обороны», согласно которому упразднялась должность начальника штаба армии, а начальники штабов видов Вооружённых сил подчинялись генеральному секретарю (т.е. первому замминистра) минобороны. 3 сентября 1954 года Сукарно подписал Закон об обороне государства, согласно которому был сформирован новый высший орган управления армией — Объединённый комитет начальников штабов (ОКНШ); его формирование затянулось до июля 1955 года. В законе был установлен принцип ротации: ОКНШ по году руководил один из начальников штабов видов Вооружённых сил. Назначение производилось президентским распоряжением на основании представления министра обороны. При этом не было прописано, что начальники штабов должны были сменять друг друга в должности председателя ОКНШ чётко «по кругу», выбор руководителя Комитета оставался на усмотрение руководства страны. Таким образом, за 6 лет существования ОКНШ им руководили лишь два человека — начальник штаба сухопутных войск генерал-майор Абдул Харис Насутион (3 срока подряд) и начальник штаба военно-морских сил адмирал Сурьяди Сурьядарма (2 срока подряд).
| # | Фото | Имя                  | Начало полномочий | Окончание полномочий | Должность                                              | Звание        |
| - | ---- | -------------------- | ----------------- | -------------------- | ------------------------------------------------------ | ------------- |
| 1 |      | Абдул Харис Насутион | декабрь 1955 года | 1959 год             | Председатель Объединённого комитета начальников штабов | Генерал-майор |
| 2 |      | Сурьяди Сурьядарма   | 1959 год          | 17 июля 1961 года    | Председатель Объединённого комитета начальников штабов | Адмирал       |

## Начальник штаба (1962—1966)
В 1962 году была проведена очередная военная реформа, упразднившая ОКНШ и воссоздавшая единый штаб Национальной армии Индонезии. Его начальником и одновременно министром обороны был назначен Абдул Харис Насутион.
| # | Фото | Имя                  | Начало полномочий | Окончание полномочий | Должность                                    | Звание  |
| - | ---- | -------------------- | ----------------- | -------------------- | -------------------------------------------- | ------- |
| * |      | Абдул Харис Насутион | июнь 1962 года    | февраль 1966 года    | Начальник штаба Национальной армии Индонезии | Генерал |

## Главнокомандующие (с 1968)
После попытки государственного переворота, произошедшей 30 сентября 1965 года, фактическое руководство армией перешло к генерал-лейтенанту Сухарто. В феврале 1966 года был вновь упразднён пост начальника штаба. В 1968 году была восстановлена должность главнокомандующего, которую занял Сухарто, а сама армия переименована в Вооружённые силы Республики Индонезии (индон. Angkatan Bersenjata Republik Indonesia). Все последующие высшие руководители индонезийской армии занимали именно эту должность. В 1999 году Вооружённые силы Республики Индонезии были переименованы обратно в Национальную армию Индонезии, что соответствующим образом отразилось на названии должности главкома; при этом полномочия главкома остались прежними.
| #  | Фото | Имя                        | Начало полномочий     | Окончание полномочий  | Должность                                                                                                  | Звание            |
| -- | ---- | -------------------------- | --------------------- | --------------------- | --- | ----------------- |
| 2  |      | Сухарто                    | июнь 1968 года        | 28 марта 1973 года    | Главнокомандующий Вооружёнными силами Республики Индонезии                                                 | Генерал-лейтенант |
| 3  |      | Мараден Пангабеан          | 28 марта 1973 года    | апрель 1978 года      | Главнокомандующий Вооружёнными силами Республики Индонезии                                                 | Генерал           |
| 4  |      | Мохаммад Юсуф              | апрель 1978 года      | 28 марта 1983 года    | Главнокомандующий Вооружёнными силами Республики Индонезии                                                 | Генерал           |
| 5  |      | Леонардус Беньямин Мурдани | 28 марта 1983 года    | 27 февраля 1988 года  | Главнокомандующий Вооружёнными силами Республики Индонезии                                                 | Генерал           |
| 6  |      | Три Сутрисно               | 27 февраля 1988 года  | 19 февраля 1993 года  | Главнокомандующий Вооружёнными силами Республики Индонезии                                                 | Генерал           |
| 7  |      | Эди Судраджат              | 19 февраля 1993 года  | 21 мая 1993 года      | Главнокомандующий Вооружёнными силами Республики Индонезии                                                 | Генерал           |
| 8  |      | Фейсал Танджунг            | 21 мая 1993 года      | 12 февраля 1998 года  | Главнокомандующий Вооружёнными силами Республики Индонезии                                                 | Генерал           |
| 9  |      | Виранто                    | 16 февраля 1998 года  | 26 октября 1999 года  | Главнокомандующий Вооружёнными силами Республики Индонезии/Главнокомандующий Национальной армией Индонезии | Генерал           |
| 10 |      | Видодо Ади Сучипто         | 26 октября 1999 года  | 7 июля 2002 года      | Главнокомандующий Национальной армией Индонезии                                                            | Адмирал           |
| 11 |      | Эндриартоно Сутарто        | 7 июля 2002 года      | 13 февраля 2006 года  | Главнокомандующий Национальной армией Индонезии                                                            | Генерал           |
| 12 |      | Джоко Суянто               | 13 февраля 2006 года  | 28 декабря 2007 года  | Главнокомандующий Национальной армией Индонезии                                                            | Маршал авиации    |
| 13 |      | Джоко Сантосо              | 28 декабря 2007 года  | 28 сентября 2010 года | Главнокомандующий Национальной армией Индонезии                                                            | Генерал           |
| 14 |      | Агус Сухартоно             | 28 сентября 2010 года | 30 августа 2013 года  | Главнокомандующий Национальной армией Индонезии                                                            | Адмирал           |
| 15 |      | Мулдоко                    | 30 августа 2013 года  | 8 июля 2015 года      | Главнокомандующий Национальной армией Индонезии                                                            | Генерал           |
| 16 |      | Гатот Нурмантьо            | 8 июля 2015 года      | 8 декабря 2017 год    | Главнокомандующий Национальной армией Индонезии                                                            | Генерал           |
| 17 |      | Хади Чахьянто              | 8 декабря 2017 год    | 17 ноября 2021 год    | Главнокомандующий Национальной армией Индонезии                                                            | Маршал            |
| 18 |      | Андика Перкаса             | 17 ноября 2021 год    | 19 декабря 2022 год   | Главнокомандующий Национальной армией Индонезии                                                            | Генерал           |
| 19 |      | Юдо Маргоно                | 19 декабря 2022 год   | 23 ноября 2023 год    | Главнокомандующий Национальной армией Индонезии                                                            | Адмирал           |
| 20 |      | Агус Субиянто              | 23 ноября 2023 год    | ныне в должности      | Главнокомандующий Национальной армией Индонезии                                                            | Генерал           |